# Mosquito (Yeah Yeah Yeahs)
Mosquito è il quarto album studio della indie rock band Yeah Yeah Yeahs. Il disco è stato pubblicato il 12 aprile 2013 dalla Interscope Records.

## Il disco
Il disco è stato registrato in quattro studi diversi: il Sonic Ranch di Tornillo (Texas), lo Stratosphere Sound/DFA Records di New York, i Squeak E. Clean Studios di Echo Park (California) e il The Square di Londra. La produzione dell'album è stata affidata a Nick Luanay, James Murphy (LCD Soundsystem), David Andrew Sitek (TV on the Radio) e Sam Spiegel.
Il disco è stato anticipato dalla pubblicazione del singolo Sacrilege, pubblicato il 25 febbraio 2013. Nel mese di luglio è stato estratto Despair.
Per quanto riguarda le vendite, l'album ha venduto circa 38 000 copie nella prima settimana d'uscita. Ha debuttato alla posizione numero 9 della Official Albums Chart (terzo debutto consecutivo per il gruppo nella Top 10).
Nel brano Buried Alive collabora Dr. Octagon.

## Tracce
1. Sacrilege
2. Subway
3. Mosquito
4. Under the Earth
5. Slave
6. These Paths
7. Area 52
8. Buried Alive (feat. Dr. Octagon)
9. Always
10. Despair
11. Wedding Song

## Formazione

### Gruppo
- Karen O - voce, basso, tastiere
- Nick Zinner - chitarra, basso, tastiere, voce
- Brian Chase - batteria, percussioni, piatti, voce

### Altri musicisti
- Money Mark - tastiere (1)
- Dr. Octagon - voce (8)
- David Andrew Sitek - basso (1,3,5)
- Coro (1,4)